# Les Essards-Taignevaux
Les Essards-Taignevaux é uma comuna francesa na região administrativa de Borgonha-Franco-Condado, no departamento de Jura. Estende-se por uma área de 5,4 km². Em 2010 a comuna tinha 260 habitantes (densidade: 48,1 hab./km²).